# (3940) Ларион
(3940) Ларион (лат. Larion) — типичный астероид главного пояса, открыт 27 марта 1973 года советским астрономом Людмилой Журавлёвой в Крымской астрофизической обсерватории и 1 сентября 1993 года назван в честь советской и российской актрисы Ларисы Голубкиной.

## Обнаружение и именование
(3940) Ларион
Открыт 27 марта 1973 года в Научном Л. В. Журавлёвой.
Назван в честь драматической актрисы и блестящей исполнительницы романсов Ларисы Ивановны Голубкиной.
Оригинальный текст (англ.)3940 Larion
Discovered 1973-03-27 by Zhuravleva, L. at Nauchnyj.
Named for Larisa Ivanovna Golubkina, dramatic actress, brilliant performer of romances.
Источники: DISCOVERY.DB; M.P.C. 22500.

## Орбита

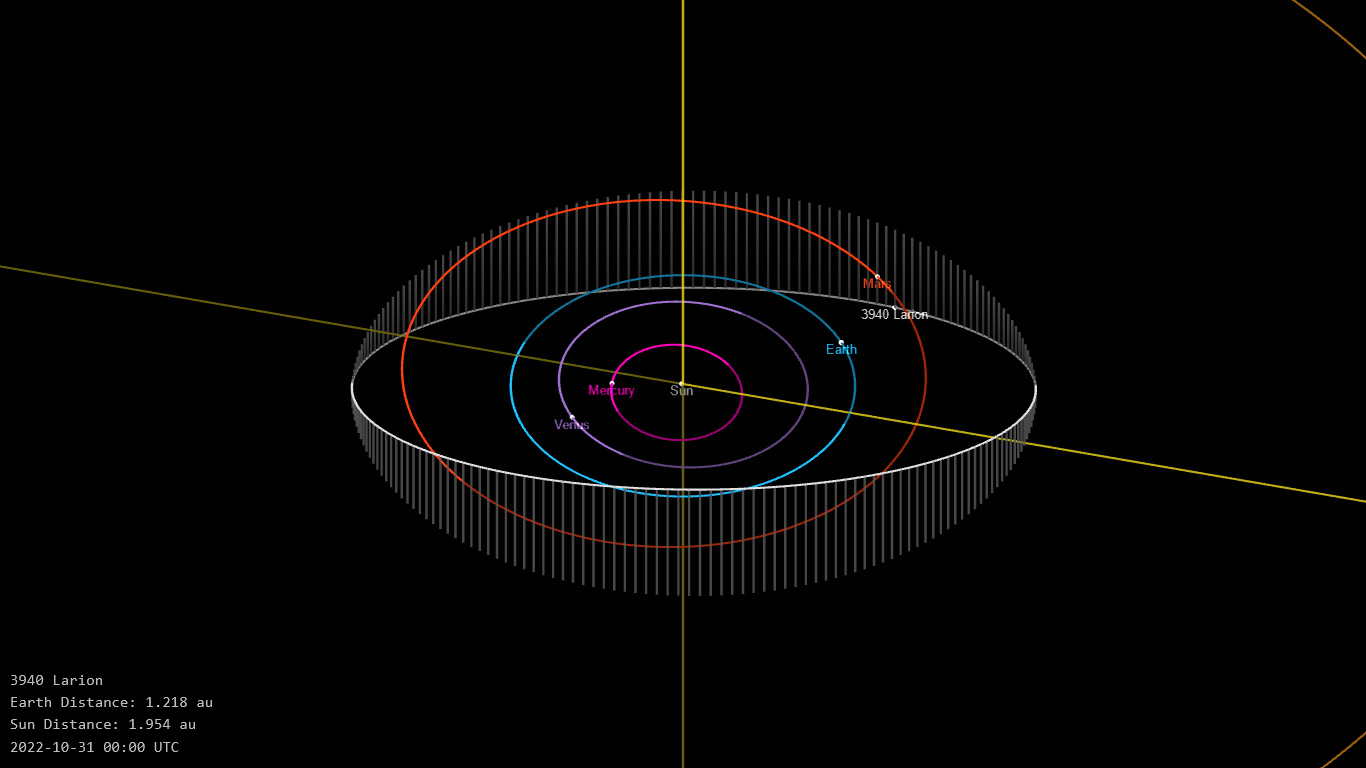
Орбита астероида Ларион и его положение в Солнечной системе

## Физические характеристики
Астероид относят к таксономическому классу E, C, L или Xe.
По результатам наблюдений в видимом и ближнем инфракрасном диапазоне космического телескопа NEOWISE диаметр астероида сначала оценивался равным 4,713±0,120 км, позже — 4,61±0,26 км и 5,079±0,207 км. Согласно тем же источникам альбедо оценивается как 0,6442±0,0934, 0,757±0,120 и 0,566±0,119.